# Eric Krenz

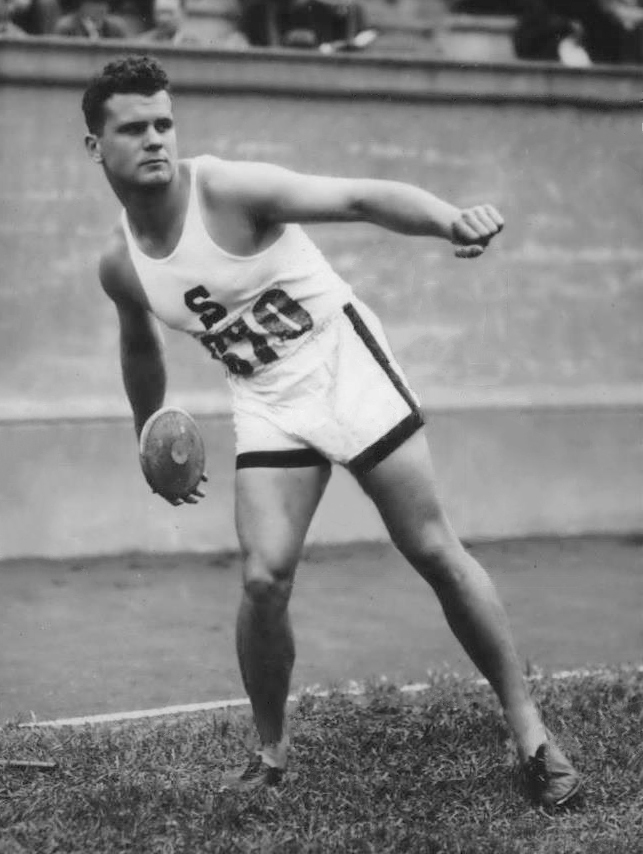
Eric Krenz, 1929

Eric Krenz (Eric Christian William Krenz; * 7. Mai 1906 in Stockton, Kalifornien; † 18. August 1931 im Emerald Bay State Park) war ein US-amerikanischer Kugelstoßer und Diskuswerfer.
Bei den Olympischen Spielen 1928 wurde er Vierter im Kugelstoßen.
Im Diskuswurf stellte er am 9. März 1929 mit 49,90 m und am 17. Mai 1930 mit 51,03 m zwei Weltrekorde auf. 1927 sowie 1929 wurde er US-Meister und 1928 für die Stanford University startend NCAA-Meister.
Eric Krenz ertrank bei einem Bootsausflug auf dem Lake Tahoe.

## Persönliche Bestleistungen
- Kugelstoßen: 15,73 m, 8. März 1930, Palo Alto
- Diskuswurf: 51,03 m, 17. Mai 1930, Palo Alto